# Mark Tuitert
Mark Jan Hendrik Tuitert (4 aprile 1980) è un pattinatore di velocità su ghiaccio olandese.
Ha partecipato a tre edizioni dei giochi olimpici invernali (2006, 2010 e 2014) conquistando complessivamente tre medaglie.

## Palmarès
Olimpiadi
- 3 medaglie:
  - 1 oro (1500 m a Vancouver 2010)
  - 2 bronzi (inseguimento a squadre a Torino 2006, inseguimento a squadre a Vancouver 2010)

Mondiali - Distanza singola
- 3 medaglie:
  - 1 oro (inseguimento a squadre a Inzell 2005)
  - 2 argenti (1500 m a Seul 2004, 1500 m a Inzell 2005)

Europei
- 2 medaglie:
  - 1 oro (completi a Heerenveen 2004)
  - 1 bronzo (completi a Heerenveen 2003)

Mondiali - Junior
- 2 medaglie:
  - 1 oro (completi a Geithus 1999)
  - 1 argento (completi a Roseville 1998)

## Riconoscimenti
- Sportivo olandese dell'anno (2010)